# Pindawormen
Sipuncula of Sipunculida (van het Latijn sipunculus (siphunculus) = buisje, pijpje), in het Nederlands pindawormen of spuitwormen,  vormen een stam van het Dierenrijk die ongeveer 330 soorten telt.  

## Kenmerken
De dieren hebben een cilindrisch, ongesegmenteerd, wormvormig lichaam dat achteraan taps toeloopt.  De lichaamswand is leerachtig, dik, met fijne ringen en vaak met papillen.  De proboscis is slank, intrekbaar, met een franje van korte tentakels rond de mond. Het voorste lichaamsdeel, waarop tentakels staan, kan worden ingetrokken. De darm buigt aan het lichaamseinde om en mondt even beneden het intrekbare deel naar buiten uit. Dit is een aanpassing aan de levenswijze, want alle pindawormen leven ingegraven. 
De naam pindawormen hebben ze te danken aan het feit dat ze – in samengetrokken toestand – een beetje op een pinda lijken. Pindawormen vertonen een zekere overeenkomst met de Gelede wormen maar zijn in tegenstelling tot deze niet gesegmenteerd. Zij variëren in grootte van 2 mm tot 72 cm en zijn meestal donkergrijs of geelwit.

## Verspreiding en leefgebied
Zij komen voor in alle wereldzeeën tot op diepten van 5000 m. Een aantal soorten zoals Golfingia vulgaris (de Blainville) komt in de Noordzee voor. Sommige soorten gaan zelf actief gangen of buizen graven in de zandige zeebodem, rotsen of hout, terwijl anderen zich nestelen in bestaande gangen van ringwormen of lege schelpen van weekdieren. Uitwerpselen kunnen zo geloosd worden zonder dat de dieren uit hun gang behoeven te komen. Phascolion strombi leeft in oude, langwerpige schelpen van Gastropoda.
De meerderheid van de pindawormen leven in ondiepe wateren en in sommige gebieden rond de Indische en de Grote Oceaan worden ze als een lekkernij beschouwd.

## Voeding
Pindawormen voeden zich voornamelijk met organisch afval van de zeebodem, ook wel met (onzuiver) zand en slik waaruit zij het organisch materiaal verteren.

## Taxonomie
De Sipuncula worden onderverdeeld in twee klassen, de Phascolosomatidea en de Sipunculidea. De verdere onderverdeling is:
- Phascolosomatidea
  - Aspidosiphonida
    - Aspidosiphonidae
      - Aspidosiphon
      - Cloeosiphon
      - Lithacrosiphon

  - Phascolosomatida
    - Phascolosomatidae
      - Antillesoma
      - Apionsoma
      - Phascolosoma
- Sipunculidea
  - Golfingiida
    - Golfingiidae
      - Golfingia
      - Nephasoma
      - Thysanocardia

    - Phascolionidae
      - Onchnesoma
      - Phascolion

    - Sipunculidae
      - Phascolopsis
      - Siphonomecus
      - Siphonosoma
      - Sipunculus
      - Xenosiphon

    - Themistidae
      - Themiste